# فثالازين
فثالازين هو مركب عضوي حلقي نتروجيني له الصيغة الكيميائية C8H6N2، ويكون على شكل بلورات صفراء شاحبة.
يتألف المركب بنيوياً من حلقتين مندمجتين من البنزين والبيريدازين؛ وهو ينتمي بذلك إلى مركبات ديازانفثالين.

## التحضير
يحضر الفثالازين من تفاعل تكاثف بين رباعي برومو أورثو الزيلين مع الهيدرازين. أو من اختزال كلوروفثالازين باستخدام الفوسفور وحمض هيدرويوديك.
كما يمكن أن تتم عملية التحضير من أكسدة 1-هيدرازين فثالازين.

## الخواص
يوجد المركب في الشروط القياسية على شكل بلورات ذات لون أصفر شاحب، وهي منحلة في الماء، كما تنحل في المذيبات العضوية.
يبدي المركب خواصاً قاعدية ضعيفة، حيث تبلغ قيمة ثابت تفكك الحمض مقدارها 3.39

## الاستخدامات
يدخل الفثالازين كمادة أولية في تحضير مركبات عضوية أخرى.

## اقرأ أيضاً
- ديازانفثالين